# Brvnište (chráněný areál)
Brvnište je chráněný areál v katastrálním území obce Priechod v okrese Banská Bystrica v Banskobystrickém kraji na Slovensku. Území bylo vyhlášeno v roce 2006 a jeho rozloha je 74,77 hektaru. Předmětem ochrany je evropsky významná lokalita s výskytem bramboříku fatranského (Cyclamen fatrense).